# Joneydābād
Joneydābād (persiska: جنید آباد) är en ort i Iran.   Den ligger i provinsen Khorasan, i den nordöstra delen av landet, 600 km öster om huvudstaden Teheran. Joneydābād ligger 1 480 meter över havet och antalet invånare är 346.
Terrängen runt Joneydābād är kuperad åt sydväst, men åt nordost är den platt. Terrängen runt Joneydābād sluttar norrut. Runt Joneydābād är det ganska glesbefolkat, med 38 invånare per kvadratkilometer. Närmaste större samhälle är Qūchān, 11,5 km öster om Joneydābād. Omgivningarna runt Joneydābād är i huvudsak ett öppet busklandskap.